# LADY BLUE
「LADY BLUE」（レディー・ブルー）は、日本のロックバンドであるRED WARRIORSの楽曲。
1989年2月1日に日本コロムビアのBODYレーベルから6枚目のシングルとしてリリースされた。前作「STILL OF THE NIGHT」（1988年）からおよそ3か月ぶりにリリースされた作品であり、作詞および作曲は木暮武彦が担当している。オリジナル・アルバムには未収録となり、ベスト・アルバム『RED SONGS』（1989年）においてエンディングがフェイド・アウトしない別バージョンとしてアルバムに初収録された。
ロックンロール3部作を制作後の新たな展開への「ひとつの解答」として制作された楽曲であり、ありきたりなスローバラードを忌避していた木暮によるシェイクビートの要素を含んだバラードソングである。オリコンシングルチャートにおいては最高位第21位となった。後にダイアモンド☆ユカイは本作リリース時にバンド解散は決定事項になっていたと述べている。

## 制作、音楽性
RED WARRIORSの解散が決定的となった頃に制作された曲であり、日本コロムビア所属のプロデューサーである宗清裕之は、4枚目のアルバム『Swingin' Daze』（1989年）に辿り着くまでのターニング・ポイントになった曲であるとも述べている。本作はロックンロール3部作とされる『LESSON 1』（1986年）、『CASINO DRIVE』（1987年）、『KING'S』（1988年）以降の新たな展開を長い間模索していた木暮によって、作曲面での「ひとつの解答」として完成に至った曲であると宗清は述べている。本作は当時隆盛を誇っていたバンドブームにおいて、ロックが徐々に幼稚化あるいは歌謡曲化していく側面があった中で、「日本のロック」に対する反動意識が形としてまとまった作品であり、イントロのコード進行に関して「並外れたひらめきの豊かさを感じる」と宗清は評価している。またドラムスのパターンやベースのフレーズなどが本作の音楽的主張を明確にしていると指摘、さらにダイアモンド☆ユカイが日本においては希少な「本当の意味でのロック・ヴォーカルの担い手」であると主張した上で、本作はRED WARRIORSの全曲の中で「3本の指に入る傑作」であると宗清は結論付けている。本作のレコーディング・エンジニアは坂元達也が担当しており、坂元について宗清は「Red'sサウンドに大きな貢献を果たしてくれた偉大なサウンド・クリエイターである」と述べている。
また本作を制作した木暮武彦は、「いかにもロックバンドがやりそうなハードでスローなバラードをやるのは、ずっと避けていた」と述べており、本作はサビが当時流行していなかったシェイクビートであることから「個性が出せると思った」ために制作を決定、キーボード担当の三国義貴とのリハーサル中にアレンジが決定され納得のできる完成度になったと述べている。また、前作「STILL OF THE NIGHT」（1988年）のミュージック・ビデオ撮影のためにロンドンを訪れたことが影響し、それまではアメリカン・ロック寄りであった音楽性が突如ブリティッシュ・ロック寄りになったと木暮は述べている。

## リリース、チャート成績
本作は1989年2月1日に日本コロムビアのBODYレーベルから7インチレコードおよび8センチCDの2形態でリリースされた。本作はオリジナル・アルバムには未収録となり、ベスト・アルバム『RED SONGS』（1989年）においてアルバム初収録となった。また、同作にはエンディングにおいてフェイドアウトしないシングル盤とは異なるバージョンでの収録となった。カップリング曲には「バーでひっかけた美女が実は男であった」という歌詞のブルース・ソング「MR.WOMAN」が収録されており、同曲もオリジナル・アルバムには未収録となった。両曲とも、セルフカバー・アルバム『Re:Works』（2001年）において再レコーディングされて収録された。
本作のシングル盤はオリコンシングルチャートにおいて最高位第21位の登場週数5回で、売り上げ枚数は2.8万枚となった。この時期に木暮がアメリカ合衆国での活動を望んでいたことなども影響し、1988年の秋にはバンドが解散する意向となっており、本作リリース時点において解散は決定事項となっていたという。

## シングル収録曲
- シングルレコード付属の歌詞カードに記載されたクレジットを参照[5]。

| 全作曲: 木暮武彦、全編曲: RED WARRIORS。 |               |                     |            |      |
| #                                        | タイトル      | 作詞                | 作曲・編曲 | 時間 |
| 1.                                       | 「LADY BLUE」 | 木暮武彦            | 木暮武彦   | 5:06 |
| 2.                                       | 「MR.WOMAN」  | ダイアモンド☆ユカイ | 木暮武彦   | 5:08 |
| 合計時間:                                | 合計時間:     | 合計時間:           | 10:14      |      |

## スタッフ・クレジット
- シングルレコード付属の歌詞カードに記載されたクレジットを参照[5]。

### RED WARRIORS
- 木暮 "Shäke" 武彦 - エレクトリック・ギター、アコースティック・ギター
- 田所 “ダイアモンド☆ユカイ” 豊 - ボーカル、ハープ、アコースティック・ギター
- 小川清史 - ベース
- 小沼 "Comma" 達也 - ドラムス、パーカッション

### 参加ミュージシャン
- 三国義貴 - キーボード

### スタッフ
- 坂元達也 - レコーディング・エンジニア[2]

## リリース日一覧
| No. | リリース日   | レーベル              | 規格            | カタログ番号 | 最高順位 | 備考 |
| --- | ------------ | --------------------- | --------------- | ------------ | -------- | ---- |
| 1   | 1989年2月1日 | 日本コロムビア / BODY | 7インチレコード | AH-5007      | 21位     |      |
| 2   | 1989年2月1日 | 日本コロムビア / BODY | 8センチCD       | 10CA-8142    | 21位     |      |

## 収録アルバム
- 『RED SONGS』（1989年）
- 『THE WORLD OF RED WARRIORS』（1996年）
- 『Re:Works』（2001年） - 再録音バージョンを収録。
- 『LIVE“LESSON21”』（2007年） - ライブ・バージョンを収録。
- 『LESSON:ULTIMATE』（2013年） - ライブ・バージョンを収録。